# Guns, God and Government
Guns, God and Government es el tercer álbum en video de la banda estadounidense Marilyn Manson, fue lanzado el 29 de octubre de 2002 en los formatos VHS, DVD y UMD, que documenta la gira del mismo nombre. El DVD contiene actuaciones en vivo de diferentes espectáculos de Estados Unidos, Japón, Rusia y Europa.
El 16 de noviembre de 2009, la actuación en vivo del 8 de octubre de 2001 en Los Ángeles, California fue lanzada en formato de disco Blu-ray. "The Death Song" fue removida de esta edición ya que no fue demostrado en el "pay-per-view telecast" cuando originalmente se estrenó.
Ambas versiones contienen contenido adicional en forma de un cortometraje titulado "The Death Parade", que fue mezclado por Rogers Masson y Marilyn Manson.
El cortometraje cuenta con escenas entre vestidores en el tour de la banda incluyendo cameos de artistas como Ozzy Osbourne, Joey Jordison y Eminem.

## Pistas
1. "Intro" / "Count to Six and Die" – 2:16
2. "Irresponsible Hate Anthem" – 3:46
3. "The Reflecting God" – 5:34
4. "Great Big White World" – 5:02
5. "Disposable Teens" – 3:56
6. "The Fight Song" – 4:19
7. "The Nobodies" – 3:56
8. "Rock is Dead" – 3:13
9. "The Dope Show" – 4:14
10. "Cruci-Fiction in Space" – 5:02
11. "Sweet Dreams (Are Made of This)" / "Hell Outro" – 6:14
12. "The Love Song" – 3:13
13. "The Death Song" – 3:28 (DVD only)
14. "Antichrist Superstar" – 4:20
15. "The Beautiful People" – 5:05
16. "Astonishing Panorama of the Endtimes" – 4:08
17. "Lunchbox" – 9:02
18. "Outro" – 2:16 (unlisted)

- "The Death Parade" – 29:53